# 雞母珠毒素
雞母珠毒素（英語：Abrin）是一種稱為雞母珠（又名相思子）的植物種子中所含有的毒素，化學上屬於蛋白質。其特性與蓖麻种子内的蓖麻毒蛋白類似，同样是一种核糖体抑制蛋白。从蛋白质结构/功能分类上看，属于水溶性的凝集素。
纯品为偏黄的白色粉末。物理、化学稳定性强。在60摄氏度可耐热30分钟，但在80摄氏度30分钟处理下会分解。可燃，但是不会挥发，也不会聚合产生更大的分子。
从种子里分离的雞母珠毒素实际上是四种凝集素的混合物，叫做雞母珠毒素甲、乙、丙、丁（abrin-a UniProt P11140, b UniProt Q06077, c UniProt P28590, d UniProt Q06076），分别由不同的基因编码。其中甲的毒性最大。雞母珠种子内还有一个结构相似但毒性很低的血球凝集素（AAG，UniProt Q9M6E9），有时候也计入为一种。

## 参阅
- 槲寄生
- 蓖麻毒蛋白

## 外部連結
- 醫學主題詞表（MeSH）：Abrin